# Muara Lawai (Merapi Timur)
Muara Lawai is een bestuurslaag in het regentschap Lahat van de provincie Zuid-Sumatra, Indonesië. Muara Lawai telt 1387 inwoners (volkstelling 2010).